# Who'll Stop the Rain
Who'll Stop the Rain is onderdeel van de hitsingle Travelin' Band met dubbele A-kant van Creedence Clearwater Revival uit februari 1970. Na twee weken in de Tipparade kwam de plaat in week 7 binnen in de Nederlandse Top 40 op Radio Veronica. De single werd de eerste nummer 1-hit voor CCR en bleef daar twee weken staan. Ook in de Hilversum 3 Top 30 werd de nummer 1-positie bereikt.
In België bereikte de plaat de nummer 1-positie in de Vlaamse Ultratop 50. De Vlaamse Radio 2 Top 30 bestond op dat moment nog niet en zou op 2 mei 1970 van start gaan.
Tevens staat de plaat sinds de allereerste editie in december 1999 genoteerd in de jaarlijkse NPO Radio 2 Top 2000 van de Nederlandse publieke radiozender NPO Radio 2.

## Hitnoteringen

### Nederlandse Top 40
| Hitnotering: 14-02-1970 t/m 02-05-1970 | Hitnotering: 14-02-1970 t/m 02-05-1970 | Hitnotering: 14-02-1970 t/m 02-05-1970 | Hitnotering: 14-02-1970 t/m 02-05-1970 | Hitnotering: 14-02-1970 t/m 02-05-1970 | Hitnotering: 14-02-1970 t/m 02-05-1970 | Hitnotering: 14-02-1970 t/m 02-05-1970 | Hitnotering: 14-02-1970 t/m 02-05-1970 | Hitnotering: 14-02-1970 t/m 02-05-1970 | Hitnotering: 14-02-1970 t/m 02-05-1970 | Hitnotering: 14-02-1970 t/m 02-05-1970 | Hitnotering: 14-02-1970 t/m 02-05-1970 | Hitnotering: 14-02-1970 t/m 02-05-1970 | Hitnotering: 14-02-1970 t/m 02-05-1970 |
| Week                                   | 1                                      | 2                                      | 3                                      | 4                                      | 5                                      | 6                                      | 7                                      | 8                                      | 9                                      | 10                                     | 11                                     | 12                                     |                                        |
| -------------------------------------- | -------------------------------------- | -------------------------------------- | -------------------------------------- | -------------------------------------- | -------------------------------------- | -------------------------------------- | -------------------------------------- | -------------------------------------- | -------------------------------------- | -------------------------------------- | -------------------------------------- | -------------------------------------- | -------------------------------------- |
| Positie                                | 19                                     | 5                                      | 2                                      | 1                                      | 1                                      | 3                                      | 4                                      | 5                                      | 9                                      | 13                                     | 23                                     | 36                                     | uit                                    |

### Hilversum 3 Top 30
| Hitnotering: 14-02-1970 t/m 02-05-1970 | Hitnotering: 14-02-1970 t/m 02-05-1970 | Hitnotering: 14-02-1970 t/m 02-05-1970 | Hitnotering: 14-02-1970 t/m 02-05-1970 | Hitnotering: 14-02-1970 t/m 02-05-1970 | Hitnotering: 14-02-1970 t/m 02-05-1970 | Hitnotering: 14-02-1970 t/m 02-05-1970 | Hitnotering: 14-02-1970 t/m 02-05-1970 | Hitnotering: 14-02-1970 t/m 02-05-1970 | Hitnotering: 14-02-1970 t/m 02-05-1970 | Hitnotering: 14-02-1970 t/m 02-05-1970 | Hitnotering: 14-02-1970 t/m 02-05-1970 | Hitnotering: 14-02-1970 t/m 02-05-1970 | Hitnotering: 14-02-1970 t/m 02-05-1970 |
| Week                                   | 1                                      | 2                                      | 3                                      | 4                                      | 5                                      | 6                                      | 7                                      | 8                                      | 9                                      | 10                                     | 11                                     | 12                                     |                                        |
| -------------------------------------- | -------------------------------------- | -------------------------------------- | -------------------------------------- | -------------------------------------- | -------------------------------------- | -------------------------------------- | -------------------------------------- | -------------------------------------- | -------------------------------------- | -------------------------------------- | -------------------------------------- | -------------------------------------- | -------------------------------------- |
| Positie                                | 24                                     | 7                                      | 1                                      | 1                                      | 1                                      | 3                                      | 3                                      | 8                                      | 8                                      | 16                                     | 20                                     | 29                                     | uit                                    |

### NPO Radio 2 Top 2000
| Nummer met noteringen in de NPO Radio 2 Top 2000 | '99 | '00 | '01 | '02 | '03 | '04 | '05 | '06 | '07 | '08 | '09 | '10 | '11 | '12 | '13 | '14 | '15 | '16 | '17 | '18 | '19 | '20 | '21 | '22 | '23 | '24 |
| ------------------------------------------------ | --- | --- | --- | --- | --- | --- | --- | --- | --- | --- | --- | --- | --- | --- | --- | --- | --- | --- | --- | --- | --- | --- | --- | --- | --- | --- |
| Who'll Stop the Rain                             | 260 | 546 | 202 | 236 | 183 | 215 | 243 | 215 | 246 | 212 | 287 | 244 | 385 | 517 | 551 | 630 | 663 | 652 | 624 | 540 | 499 | 490 | 456 | 615 | 547 | 410 |

1. ↑  Een vetgedrukt getal geeft de hoogste notering aan.

### Evergreen Top 1000
| Evergreen Top 1000 "Who'll Stop The Rain" | Evergreen Top 1000 "Who'll Stop The Rain" | Evergreen Top 1000 "Who'll Stop The Rain" | Evergreen Top 1000 "Who'll Stop The Rain" | Evergreen Top 1000 "Who'll Stop The Rain" | Evergreen Top 1000 "Who'll Stop The Rain" | Evergreen Top 1000 "Who'll Stop The Rain" | Evergreen Top 1000 "Who'll Stop The Rain" | Evergreen Top 1000 "Who'll Stop The Rain" | Evergreen Top 1000 "Who'll Stop The Rain" | Evergreen Top 1000 "Who'll Stop The Rain" | Evergreen Top 1000 "Who'll Stop The Rain" | Evergreen Top 1000 "Who'll Stop The Rain" | Evergreen Top 1000 "Who'll Stop The Rain" | Evergreen Top 1000 "Who'll Stop The Rain" | Evergreen Top 1000 "Who'll Stop The Rain" | Evergreen Top 1000 "Who'll Stop The Rain" |
| Jaar                                      | 2008                                      | 2009                                      | 2010                                      | 2011                                      | 2012                                      | 2013                                      | 2014                                      | 2015                                      | 2016                                      | 2017                                      | 2018                                      | 2019                                      | 2020                                      | 2021                                      | 2022                                      | 2023                                      |
| ----------------------------------------- | ----------------------------------------- | ----------------------------------------- | ----------------------------------------- | ----------------------------------------- | ----------------------------------------- | ----------------------------------------- | ----------------------------------------- | ----------------------------------------- | ----------------------------------------- | ----------------------------------------- | ----------------------------------------- | ----------------------------------------- | ----------------------------------------- | ----------------------------------------- | ----------------------------------------- | ----------------------------------------- |
| Positie                                   | -                                         | -                                         | -                                         | -                                         | -                                         | -                                         | -                                         | 123                                       | 130                                       | 178                                       | 64                                        | 63                                        | 74                                        | 82                                        | 97                                        | 72                                        |